# Fiji Football Association
Die Fiji Football Association (FFA) ist der Fußballverband von Fidschi. Er wurde 1938 unter dem Namen Fiji Indian Football Association gegründet. Erst 1962 wurde er auf die heutige Bezeichnung geändert. Seit 1963 ist die FFA Mitglied der FIFA, seit 1966 Mitglied der OFC.
Präsident des Verbandes ist Rajesh Patel. Die FFA organisiert die Nationalmannschaft und die National Football League für Männer. Im Februar 2021 wurde mit der Women’s Super League (erste Liga) und der Women’s Senior League (zweite Liga) zwei Ligen für Frauen gegründet.
Die Fiji Football Association setzt sich aus folgenden Regionalverbänden der fidschianischen Provinzen zusammen: Ba Football Association, Bua Soccer Association, Dreketi Soccer Association, Labasa Soccer Association, Lami Soccer Association, Lautoka Football Association, Levuka Soccer Association, Nadi Soccer Association, Nadogo Soccer Association, Nadroga Soccer Association, Nalawa Soccer Association, Nasinu Football Association, Navua Soccer Association, Rakiraki Football Association, Rewa Soccer Association, Savusavu Soccer Association, Seaqaqa Soccer Association, Suva Soccer Association, Tailevu/Naitasiri Football Association, Tailevu North Soccer Association, Taveuni Soccer Association, Tavua Soccer Association und die Vatukoula Football Association.